# 김영수 (1975년)
김영수(金鈴洙, 1975년 1월 15일 ~ )은 전 KBO 리그 두산 베어스, 롯데 자이언츠, SK 와이번스, KIA 타이거즈의 투수이다. 현재 모교인 인하대학교 투수 코치로 활동중이다.

## 출신학교
- 서울은평초등학교
- 이수중학교 (서울)
- 경기고등학교 (서울)
- 인하대학교 (1993학번)

## 참조
1. ↑  한국야구위원회, 2009 가이드북